# دریاچه جانداری
دریاچه جانداری (گرجی: ჯანდარის ტბა; ترکی آذربایجانی: Candargöl) یک دریاچه در مرز جمهوری آذربایجان و گرجستان است. این دریاچه در جنوب شرقی گرجستان و شمال غربی جمهوری آذربایجان و در بلندای ۲۹۱.۴ متر بالاتر از سطح دریا واقع شده است. مساحت سطح ۱۰.۶ کیلومتر مربع است، در حالی که حوضه آبریز آن ۱۰۲ کیلومتر مربع است. بیشینه ژرفای دریاچه ۷.۲ متر است. حدود ۶۷٪ حوضه در خاک گرجستان و ۳۳٪ در جمهوری آذربایجان واقع شده است.